# Claës-Axel Wersäll
Claës-Axel Wersäll, född 26 juni 1888 i Irsta församling, Västmanlands län, död 12 februari 1951 i Danderyds församling, Stockholms län, var en svensk gymnast som tävlade vid OS 1912. 

## Biografi
Han var med i det lag som vann laggymnastikguldet i svenska systemet.
Claës-Axel Wersäll var son till Claës Wersäll och bror till Ture och Gustaf Wersäll.
Utanför idrotten var han kapten och regementsadjutant vid Västmanlands regemente.

### Familj
Claës-Axel Wersäll var gift med Fanny Viktoria Wersäll (1892–1983), dotter till överdirektören Viktor Almquist och Fanny Lovisa Grafström. De fick tillsammans barnen Viktor Wersäll (1917–1956) och överläkaren Rickard Wersäll (1920–2007).